# Flindersia australis
Flindersia australis là một loài thực vật có hoa trong họ Cửu lý hương. Loài này được R.Br. mô tả khoa học đầu tiên năm 1814.

## Hình ảnh

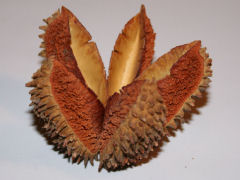
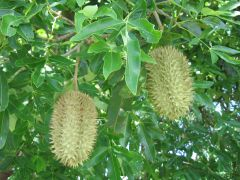
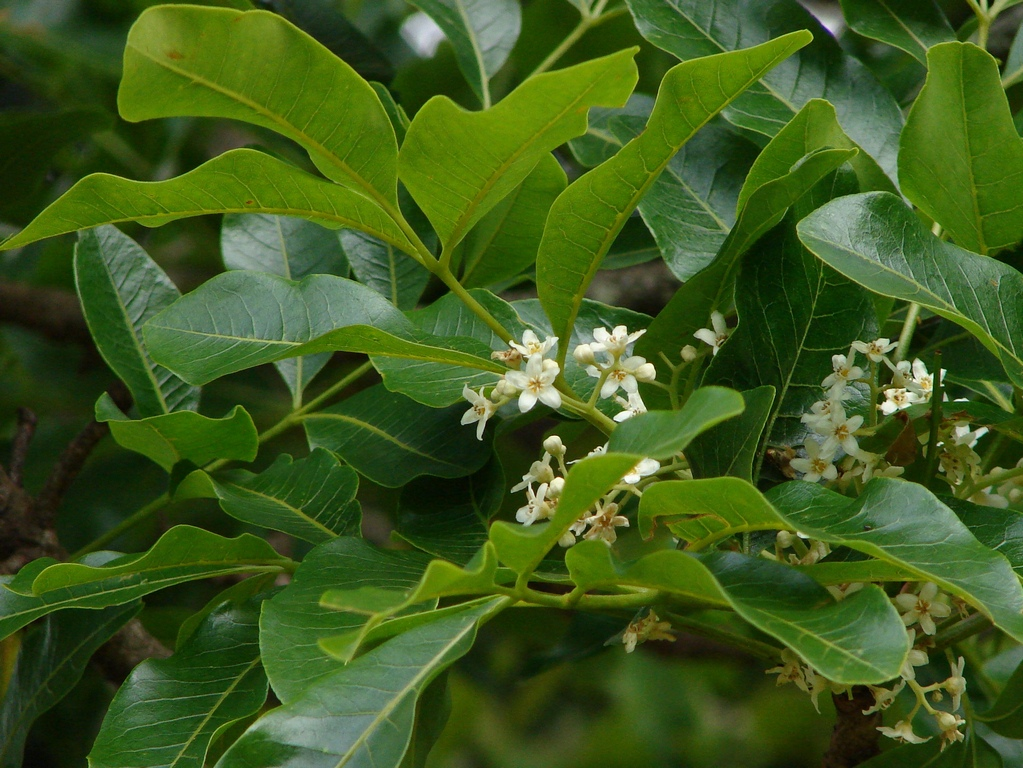
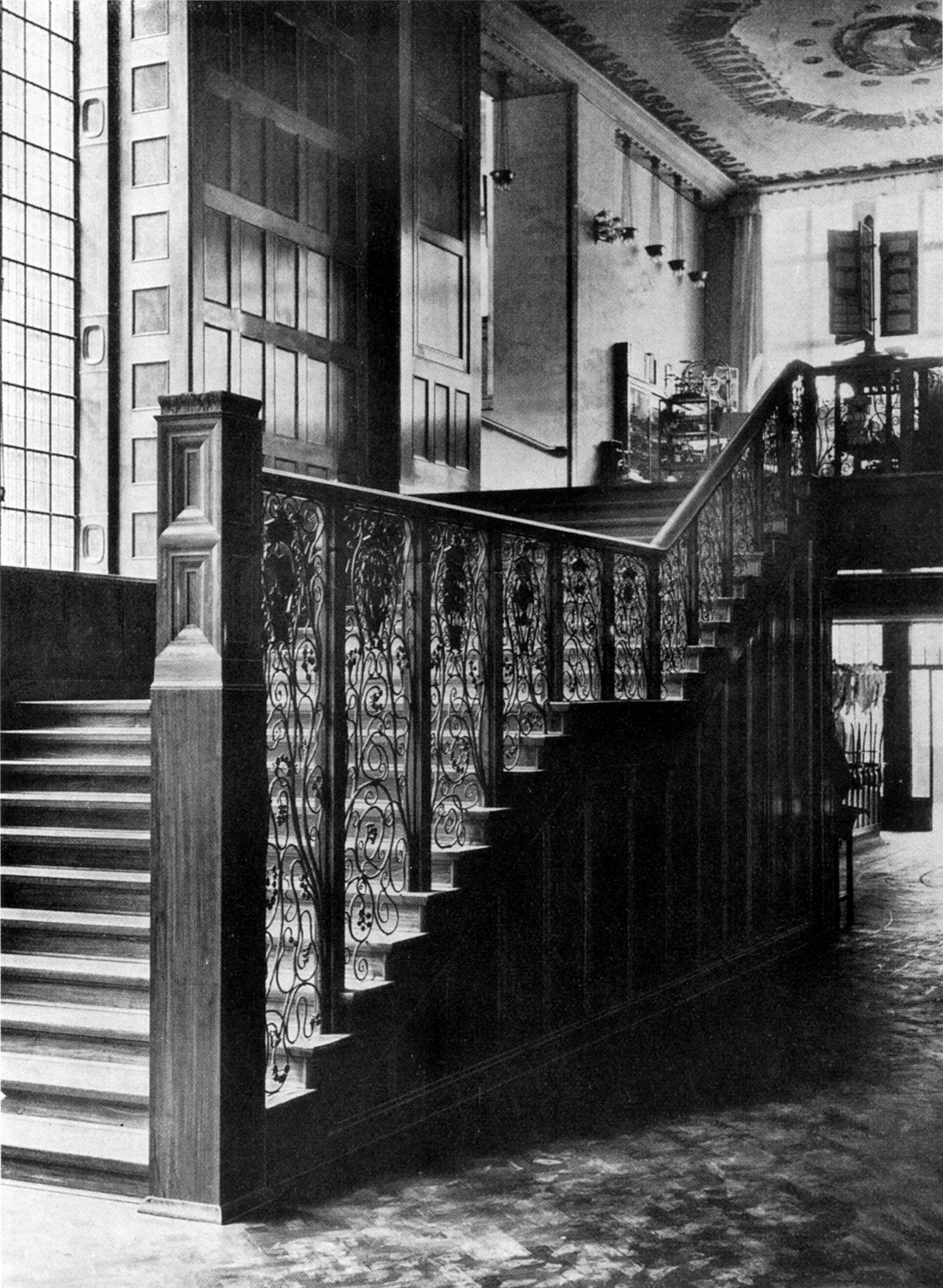